# Jagdgeschwader 7
A Jagdgeschwader 7 Nowotny foi uma unidade da Luftwaffe que serviu durante a Segunda Guerra Mundial.

## Geschwaderkommodoren
| Comandante                     | Data                                           |
| ------------------------------ | ---------------------------------------------- |
| Oberst Johannes Steinhoff      | 1 de Dezembro de 1944 - 26 de Dezembro de 1944 |
| Major Theodor Weissenberger    | 1 de Janeiro de 1945 - 8 de Maio de 1945       |
| Major Rudolf Sinner (interino) | 19 de Fevereiro de 1945 - Março de 1945        |

## Stab
Foi formado no dia 25 de Agosto de 1944 em Königsberg a partir do Stab/Kampfgeschwader 1.

## I. Gruppe

### Gruppenkommandeure
- Hptm Gerhard Baeker Agosto de 44 - 25 de Novembro de 1944
- Maj Theo Weissenberger, 25 de Novembro de 1944 - 14 de Janeiro de 1945
- Maj Erich Rudorffer, 14 de Janeiro de 1945 - 4 de Abril de 1945
- Olt Fritz Stehle (interino), Abril de 1945 - 10 de Abril de 1945
- Maj Wolfgang Späte, Abril de 1945 - 8 de Maio de 1945

Foi formado no dia 25 de Agosto de 1944 em Königsberg a partir do II./Kampfgeschwader 1 com:
- Stab I./JG7 a partir do Stab II./KG1
- 1./JG7 a partir do 5./KG1
- 2./JG7 a partir do 6./KG1
- 3./JG7 a partir do 7./KG1
- 4./JG7 a partir do 8./KG1

No dia 24 de Novembro de 1944 foi redesignado II./JG 7:
- Stab I./JG7 se tornou Stab II./JG7
- 1./JG7 se tornou 5./JG7
- 2./JG7 se tornou 6./JG7
- 3./JG7 se tornou 7./JG7
- 4./JG7 se tornou 8./JG7

A unidade foi reformada no dia seguinte em Königsberg a partir do II./JG 3:
- Stab I./JG7 a partir do Stab II./JG3
- 1./JG7 a partir do 5./JG3
- 2./JG7 a partir do 7./JG3
- 3./JG7 a partir do 8./JG3
- 4./JG7 novo

## II. Gruppe

### Gruppenkommandeure
- Maj Hermann Staiger, 12 de Janeiro de 1945 - Fevereiro de 1945
- Hptm Burkhard, Fevereiro de 1945 - Abril de 1945
- Maj Hans Klemm, 15 de Abril de 1945 - 8 de Maio de 1945

O Gruppe foi formado no dia 25 de Agosto de 1944 em Königsberg a partir do III./Kampfgeschwader 1 com:
- Stab II./JG7 a partir do Stab III./KG1
- 5./JG7 a partir do 9./KG1
- 6./JG7 novo
- 7./JG7 novo
- 8./JG7 novo

No dia 24 de Novembro de 1944 foi redesignado IV./JG 301:
- Stab II./JG7 se tornou Stab IV./JG301
- 5./JG7 se tornou 13./JG301
- 6./JG7 se tornou 14./JG301
- 7./JG7 se tornou 15./JG301
- 8./JG7 se tornou 16./JG301

A unidade foi reformada no dia 7 de Fevereiro de 1945 em Brandemburgo-Briest a partir do IV./JG 54 com:
- Stab II./JG7 a partir do Stab IV./JG54
- 5./JG7 a partir do 13./JG54
- 6./JG7 a partir do 14./JG54
- 7./JG7 a partir do 15./JG54
- 8./JG7 a partir do 16./JG54

Porém esta formação não foi concluída.

## III. Gruppe

### Gruppenkommandeure
- Maj Erich Hohagen  19 de Novembro de 1944 - 26 de Dezembro de 1944
- Maj Rudolf Sinner  1 de Janeiro de 1945 - 4 de Abril de 1945
- Hptm Johannes Naumann  5 de Abril de 1945 - 8 de Maio de 1945

Foi formado no dia 19 de Novembro de 1944 em Lechfeld a partir do Kommando Nowotny com:
- Stab III./JG7 a partir do Stab/Kommando Nowotny
- 9./JG7 a partir do 1./Kommando Nowotny
- 10./JG7 a partir do 2./Kommando Nowotny
- 11./JG7 a partir do 3./Kommando Nowotny

## IV. Gruppe

### Gruppenkommandeure
- Obstlt Heinz Bär 3 de Maio de 1945 - 8 de Maio de 1945

Foi formado no dia 3 de Maio de 1945 em Salzburgo-Maxglam a partir do JV 44 com:
- Stab IV./JG7 a partir do Stab/JV44
- 13./JG7 a partir do 1./JV44
- 14./JG7 a partir do2./JV44
- 15./JG7 a partir do 3./JV44